# Francesca Carbone
Francesca Carbone (* 17. Juli 1968 in Genua) ist eine ehemalige italienische Sprinterin, die sich auf die 400-Meter-Distanz spezialisiert hat. Mit der italienischen 4-mal-400-Meter-Staffel siegte sie 1997 bei den Mittelmeerspielen in Bari und wurde 2000 in Gent Vizehalleneuropameisterin.

## Sportliche Laufbahn
Erste internationale Erfahrungen sammelte Francesca Carbone vermutlich im Jahr 1989, als sie bei der Sommer-Universiade in Duisburg in 3:37,40 min den sechsten Platz mit der italienischen 4-mal-400-Meter-Staffel belegte. 1993 gewann sie bei den Mittelmeerspielen in Narbonne in 53,78 s die Bronzemedaille über 400 Meter hinter den Französinnen Elsa Devassoigne und Francine Landre und im Jahr darauf schied sie bei den Europameisterschaften in Helsinki mit der Staffel mit 3:33,31 min im Vorlauf aus. 1995 kam sie bei den Weltmeisterschaften in Göteborg mit 3:30,88 min ebenfalls nicht über die Vorrunde im Staffelbewerb hinaus und 1997 belegte sie bei den Weltmeisterschaften in Athen in 3:30,63 min im Finale den achten Platz. Anschließend siegte sie bei den Mittelmeerspielen in Bari mit neuem Spielerekord von 3:29,98 min. Im Jahr darauf schied sie bei den Europameisterschaften in Budapest mit 53,72 s in der ersten Runde über 400 Meter aus und gelangte mit der Staffel mit 3:29,31 min auf Rang sieben. 1999 klassierte sie sich im Staffelbewerb bei den Weltmeisterschaften in Sevilla in 3:29,56 min im Finale auf Rang acht. Im Jahr darauf kam sie bei den Halleneuropameisterschaften in Gent mit 53,86 s nicht über den Vorlauf über 400 Meter hinaus und gewann mit der Staffel in 3:35,01 min gemeinsam mit Carla Barbarino, Patrizia Spuri und Virna De Angeli die Silbermedaille hinter dem russischen Team. Im September nahm sie mit der Staffel an den Olympischen Sommerspielen in Sydney teil und schied dort mit 3:27,23 min in der Vorrunde aus. 2001 gewann sie bei den Mittelmeerspielen in Tunis mit der Staffel in 3:38,90 min die Silbermedaille hinter dem französischen Team und im Jahr darauf beendete sie ihre aktive sportliche Karriere im Alter von 34 Jahren.
1993 wurde Carbone italienische Meisterin im 400-Meter-Lauf im Freien sowie 1993, 1995 und 2000 in der Halle.

## Persönliche Bestleistungen
- 400-Meter: 52,75 s, 24. Juni 1997 in Turin
  - 400 Meter (Halle): 53,01 s, 12. Februar 2000 in Genua
- 800 Meter: 2:03,58 min, 10. Juli 1997 in Lignano Sabbiadoro